# Charlotte Dujardin
Charlotte Susan Jane Dujardin (Londres, 13 de julio de 1985) es una jinete británica que compite en la modalidad de doma; tres veces campeona olímpica, dos veces campeona mundial y seis veces campeona europea.
Participó en tres Juegos Olímpicos de Verano, obteniendo en total seis medallas: dos de oro en Londres 2012, en las pruebas individual y por equipos (junto con Carl Hester y Laura Bechtolsheimer); dos en Río de Janeiro 2016, oro en individual y plata en equipos (junto con Spencer Wilton, Fiona Bigwood y Carl Hester), y dos de bronce en Tokio 2020, individual y por equipos (con Carl Hester y Charlotte Fry).
Ganó seis medallas en el Campeonato Mundial de Doma, en los años 2014 y 2022, y doce medallas en el Campeonato Europeo de Doma entre los años 2011 y 2023.

## Trayectoria
Nació en la localidad londinense de Enfield, pero creció en Hertfordshire. A los trece años empezó a practicar la disciplina de doma. Su carrera despegó en 2011, cuando se unió a los establos del exitoso jinete Carl Hester, y comenzó a entrenar bajo sus órdenes con el caballo Valegro.
Su primera medalla internacional fue el oro por equipos en el Campeonato Europeo de Doma de 2011. Al año siguiente, montando a Valegro, se proclamó bicampeona olímpica en Londres 2012, en las pruebas individual y por equipos.
En los Juegos Ecuestres Mundiales de 2014 consiguió tres medallas, oro en doma individual estilo especial, oro en doma individual estilo libre y plata en la prueba por equipos.
En su segunda participación olímpica, en Río de Janeiro 2016, revalidó el título individual y se colgó la medalla de plata en la prueba por equipos. En Tokio 2020 también subió al podio por partida doble, ya que fue medallista de bronce tanto individual como por equipos. No pudo disputar los Juegos Olímpicos de París 2024 debido a que la Federación Ecuestre Internacional la sancionó con un año de inhabilitación por maltratar a un caballo durante un entrenamiento previo a los Juegos.
Fue nombrada oficial de la Orden del Imperio Británico (OBE) en el año 2013 y comendador de la Orden del Imperio Británico (CBE) en 2017.

## Palmarés internacional
| Juegos Olímpicos   | Juegos Olímpicos        | Juegos Olímpicos  | Juegos Olímpicos      |
| Año                | Lugar                   | Medalla           | Categoría             |
| ------------------ | ----------------------- | ----------------- | --------------------- |
| 2012               | Londres (Reino Unido)   | Medalla de oro    | Individual            |
| 2012               | Londres (Reino Unido)   | Medalla de oro    | Por equipos           |
| 2016               | Río de Janeiro (Brasil) | Medalla de oro    | Individual            |
| 2016               | Río de Janeiro (Brasil) | Medalla de plata  | Por equipos           |
| 2020               | Tokio (Japón)           | Medalla de bronce | Individual            |
| 2020               | Tokio (Japón)           | Medalla de bronce | Por equipos           |
| Campeonato Mundial |                         |                   |                       |
| Año                | Lugar                   | Medalla           | Categoría             |
| 2014               | Caen (Francia)          | Medalla de oro    | Individual (especial) |
| 2014               | Caen (Francia)          | Medalla de oro    | Individual (libre)    |
| 2014               | Caen (Francia)          | Medalla de plata  | Por equipos           |
| 2018               | Tryon (Estados Unidos)  | Medalla de bronce | Individual (especial) |
| 2018               | Tryon (Estados Unidos)  | Medalla de bronce | Por equipos           |
| 2022               | Herning (Dinamarca)     | Medalla de plata  | Por equipos           |
| Campeonato Europeo |                         |                   |                       |
| Año                | Lugar                   | Medalla           | Categoría             |
| 2011               | Róterdam (Países Bajos) | Medalla de oro    | Por equipos           |
| 2013               | Herning (Dinamarca)     | Medalla de oro    | Individual (especial) |
| 2013               | Herning (Dinamarca)     | Medalla de oro    | Individual (libre)    |
| 2013               | Herning (Dinamarca)     | Medalla de bronce | Por equipos           |
| 2015               | Aquisgrán (Alemania)    | Medalla de oro    | Individual (especial) |
| 2015               | Aquisgrán (Alemania)    | Medalla de oro    | Individual (libre)    |
| 2015               | Aquisgrán (Alemania)    | Medalla de plata  | Por equipos           |
| 2021               | Hagen (Alemania)        | Medalla de plata  | Por equipos           |
| 2021               | Hagen (Alemania)        | Medalla de bronce | Individual (libre)    |
| 2023               | Riesenbeck (Alemania)   | Medalla de oro    | Por equipos           |
| 2023               | Riesenbeck (Alemania)   | Medalla de bronce | Individual (especial) |
| 2023               | Riesenbeck (Alemania)   | Medalla de bronce | Individual (libre)    |